# Komplement množice
Kompliment množice je enočlena operacija v teoriji množic. Komplement dane množice {\displaystyle A} je množica, ki vsebuje vse tiste elemente, ki jih množica {\displaystyle A} ne vsebuje. Komplement množice {\displaystyle A} se označuje po navadi kot {\displaystyle A^{c}}, torej:
{\displaystyle A^{c}=\{x:x\not \in A\land x\in U\}}
Komplement vedno računamo v okviru podane univerzalne množice {\displaystyle U}. 

## Zgled
Množica {\displaystyle A=\{1,2,3\}} ima komplement:
- {\displaystyle A^{c}=\{4,5,6,7,...\}}, če računamo v okviru naravnih števil ({\displaystyle U} je množica naravnih števil).
- {\displaystyle A^{c}=\{...-4,-3,-2,-1,0,4,5,6,7,...\}}, če računamo v okviru celih števil ({\displaystyle U} je množica celih števil).

## Lastnosti komplementa
Za poljubni množici {\displaystyle A} in {\displaystyle B} veljata De Morganova zakona:
{\displaystyle (A\cap B)^{c}=A^{c}\cup B^{c}}
{\displaystyle (A\cup B)^{c}=A^{c}\cap B^{c}}
Velja pravilo, ki povezuje komplement z razliko množic:
{\displaystyle A^{c}=U\setminus A}
Poleg tega velja tudi, da je operacija komplement involucija:
{\displaystyle \left(A^{c}\right)^{c}=A}
Povezava komplementa z unijo in presekom:
{\displaystyle A\cup A^{c}=U}
{\displaystyle A\cap A^{c}=\emptyset }